# Martinsförsamlingen
Martinsförsamlingen (finska: Martinseurakunta) är en evangelisk-luthersk församling i Åbo i Finland. Församlingen hör till Åbo ärkestift och Åbo domprosteri. Kyrkoherde i församlingen är Tuomo Norvasuo. I slutet av 2021 hade Martinsförsamlingen cirka 18 660 medlemmar. Församlingens verksamhet sker i huvudsakligen på finska.
Martinsförsamlingen är en del av Åbo och S:t Karins kyrkliga samfällighet. Församlingens huvudkyrka är Martinskyrkan. Martinsförsamlingen grundades år 1921 när Åbo domkyrkoförsamling delades i mindre församlingar.